# ロックスランド島

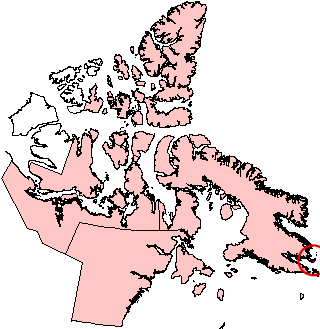
右端の赤丸がロックスランド島

ロックスランド島はカナダ、ヌナブト準州の北極諸島の島のひとつ。バフィン島ブラント半島東端沖、フロビッシャー湾入り口付近にある。面積419 km2で海岸線は206 km。イヌクティトゥット語での島の名前はTakuligjuaq。
島にはかつて遠距離早期警戒線のレーダー基地が存在していた。そのコードナンバーはBAF-4Aであった。
ロックスランド島はマーティン・フロビッシャーが訪れ、フロビッシャーの1570年代の北極探検の後援者の一人であったマイケル・ロックにちなみ命名した。
座標: 北緯62度26分 西経64度38分 / 北緯62.433度 西経64.633度